# Miliusa banghoiensis
Miliusa banghoiensis är en kirimojaväxtart som beskrevs av Suzanne Ast. Miliusa banghoiensis ingår i släktet Miliusa och familjen kirimojaväxter. Inga underarter finns listade i Catalogue of Life.